# Грэм, Джеймс, 3-й герцог Монтроз
Джеймс Грэм, 3-й герцог Монтроз (англ. James Graham, 3rd Duke of Montrose; 8 сентября 1755 — 30 декабря 1836) — шотландский аристократ и государственный деятель. Он был известен как маркиз Грэм с 1755 по 1790 год.

## Биография
Родился 8 сентября 1755 года. Единственный сын Уильяма Грэма, 2-го герцога Монтроза (1712—1790), и леди Люси Меннерс (1717—1788), дочери Джона Меннерса, 2-го герцога Ратленда. Закончил Итонский колледж (Виндзор, графство Беркшир).
Джеймс Грэм был членом Палаты общин Великобритании от Ричмонда (1780—1784) и Грейт-Бедвина (1784—1790).
23 сентября 1790 года после смерти своего отца Джеймс Грэм стал 3-м герцогом Монтрозом, унаследовав родовые титулы и владения.
По словам Роберта Бэйна, Шотландия может поблагодарить его за отмену в [1782 году Закона о платье 1746 года, запрещающего ношение тартанов. Он служил лордом казначейства с 1783 по 1789 год и одним из казначеев вооруженных сил (1789—1791). В 1789 году Джеймс Грэм был назначен тайным советником и вице-президентом Торгового совета. Он был шталмейстером в 1790—1795 и 1807—1821 годах, комиссаром по делам Индии с 1791 по 1803 год, лордом генеральным юстициарием Шотландии (1795—1836), президентом Торгового совета с 1804 по 1806 год, лордом-камергером (1821—1827, 1828—1830).
Он был назначен рыцарем Чертополоха в 1793 году, выйдя из ордена, когда был назначен рыцарем Подвязки в 1812 году. Он был канцлером Университета Глазго с 1780 по 1836 год, лордом-лейтенантом Хантингдоншира с 1790 по 1793 год, лордом-лейтенантом Стерлингшира с 1795 года до своей смерти и лордом-лейтенантом Дамбартоншира с 1813 года до своей смерти в 1836 году.

## Семья
Герцог Монтроз был дважды женат. 3 марта 1785 года он женился первым браком на леди Джемайме Эшбернэм (1 января 1762 — 17 сентября 1786), дочери Джона Эшбернэма, 2-го графа Эшбернэма (1724—1818), и Элизабет Кроули (1727—1781). Она скончалась в сентябре 1786 года в возрасте 24 лет. Их единственный сын скончался в младенчестве.
24 июля 1790 года герцог Монтроз во второй раз женился на леди Каролине Марии Монтегю (10 августа 1770 — 24 марта 1847), дочери Джорджа Монтегню, 4-го герцога Манчестера (1737—1788), и Элизабет Дэшвуд (ок. 1740—1832). У супругов было шестеро детей:
- Леди Джорджиана Шарлотта Грэм (3 июня 1791 — 13 февраля 1835), муж с 1814 года Джордж Уильям Финч, 10-й граф Уинчилси (1791—1858)
- Леди Эмили Грэм (? — 1 января 1900), муж с 1832 года Эдвард Томас Фоули (1791—1846)
- Леди Кэролайн Грэм (? — 24 марта 1875), умерла незамужней
- Леди Люси Грэм (25 сентября 1793 — 16 сентября 1875), муж с 1818 года Эдвард Герберт, 2-й граф Поуис (1785—1848)
- Джеймс Грэм, 4-й герцог Монтроз (16 июля 1799 — 30 декабря 1874), старший сын и преемник отца
- Лорд Монтегю Уильям Грэм (2 февраля 1807 — 21 июня 1878), женился в 1867 году на достопочтенной Гарриет Энн Бейтман-Хэнбери (1823—1884).

Джеймс Грэм, 3-й герцог Монтроз, скончался в декабре 1836 года в возрасте 81 года, и герцогство унаследовал его старший сын Джеймс. Герцогиня Монтроз умерла в марте 1847 года в возрасте 76 лет.

## Титулатура
- 3-й герцог Монтроз (с 23 сентября 1790)
- 3-й барон Грэм из Белфорда, Нортумберленд (с 23 сентября 1790)
- 10-й граф Монтроз (с 23 сентября 1790)
- 12-й лорд Грэм (с 23 сентября 1790)
- 3-й граф Грэм (с 23 сентября 1790)
- 3-й граф Кинкардин (с 23 сентября 1790)
- 3-й виконт Дандафф (с 23 сентября 1790)
- 3-й маркиз Грэм и Бьюкенен (с 23 сентября 1790)
- 6-й граф Кинкардин (с 23 сентября 1790)
- 6-й лорд Грэм и Магдок (с 23 сентября 1790)
- 3-й лорд Аберрутвен, Магдок и Финтри (с 23 сентября 1790)
- 6-й маркиз Монтроз (с 23 сентября 1790).